# Takis Nikoloudis
Dimitrios "Takis" Nikoloudis (26 de agosto de 1951) é um ex-futebolista profissional grego que atuava como meia.

## Carreira
Takis Nikoloudis defendeu a Seleção Grega de Futebol, na histórica presença na Euro 1980.

## Ligações Externas
- Perfil em Fifa.com (em inglês)